# Hetman

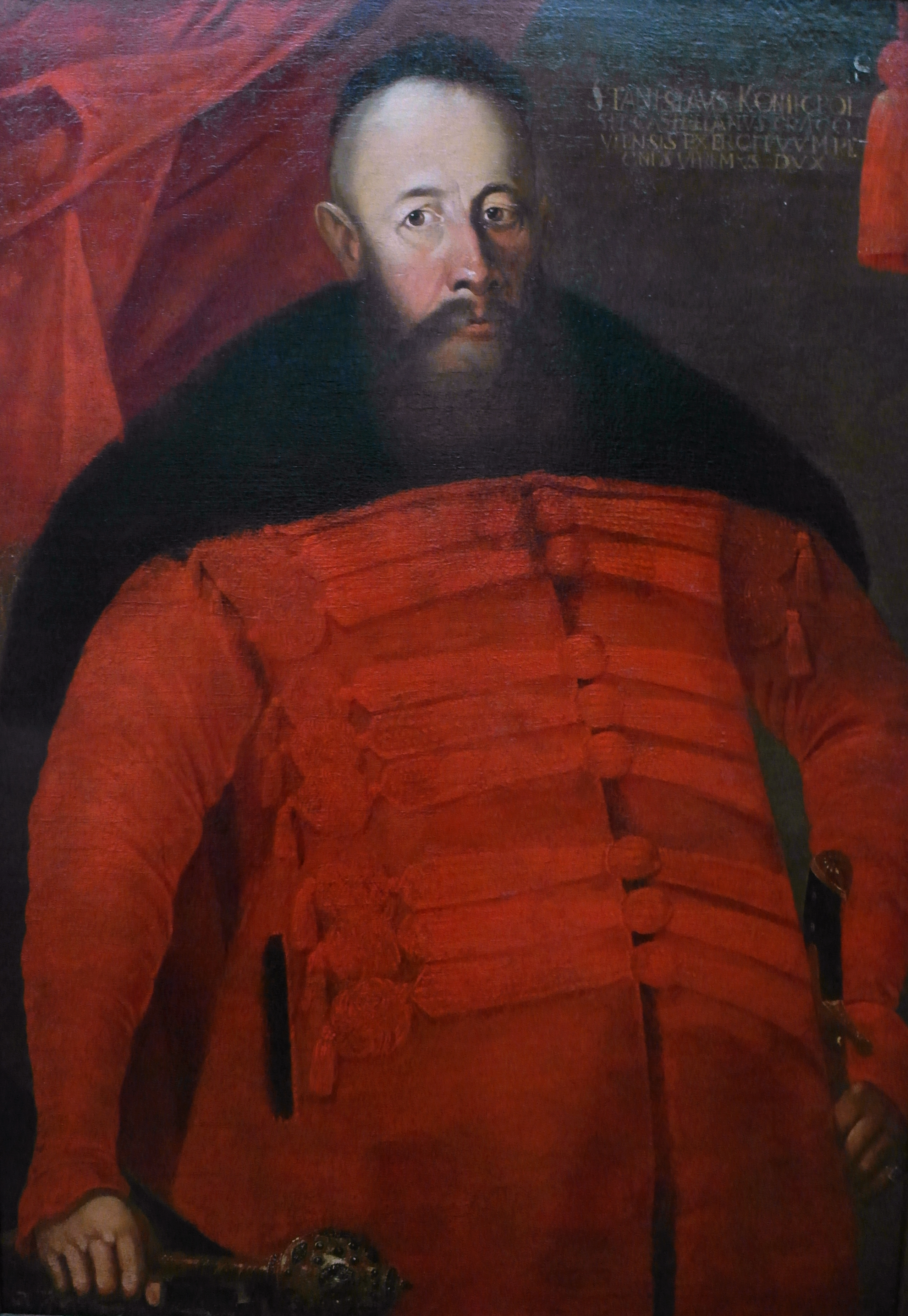
L'hetman Stanisław Koniecpolski de l'union polono-lituanienne.

Hetman est un titre désignant historiquement le commandant en chef des armées du grand-duché de Lituanie et du royaume de Pologne. Ce titre sera conservé dans le cadre de l'entité née de leur union, la république des Deux Nations. On le retrouve également dans d'autres contextes, mais toujours avec cette signification de chef militaire (général).

## Hetman en Tchéquie
Au cours des guerres hussites, hetman désignait le chef du Tábor. Le premier hetman fut Jan Žižka en 1420. Les taborites avaient trois autres hetmans, mais Žižka était le premier d'entre eux.
Aujourdhui, c'est le nom – depuis le 12 novembre 2000 – de la fonction exécutive à la tête d'une des 13 collectivités régionales en république tchèque.

## Hetman en Pologne et Lituanie
Pour un article plus général, voir Hetmans du royaume de Pologne et du Grand-Duché de Lituanie.
Grand Hetman était le titre porté par le chef des forces militaires dans ces deux pays. Il était d'office membre du gouvernement, remplissant les fonctions de ministre de la défense et commandant général des armées en temps de guerre. Le premier grand-hetman du grand-duché de Lituanie fut Constantin Ostrogski en 1497. Le premier grand-hetman de Pologne fut Nicolas Kamieniecki en 1503. Le grand-hetman était souvent secondé par un hetman du champ (de bataille) qui lui commandait les troupes uniquement au cours des campagnes, seul ou sous l'autorité du grand-hetman. Ces postes disparaitront avec la fin de la république des Deux Nations.

## Hetman chez les Cosaques
Les Cosaques désignaient également leur commandant élu par hetman ou ataman à partir du XVIe siècle. Le premier hetman cosaque fut Dimitri Wisniowiecki.

Comme souvent pour les mots provenant de l'ukrainien, plusieurs translittérations ont coexisté en français ; citons « hettman », "hetman" et « hetmann ».

## Étymologie
Les avis sont partagés sur le sujet, mais aujourd'hui la plupart des spécialistes pensent que « hetman » est un mot d'origine allemande, soit du haut-allemand Hauptmann (haupt signifiant « principal » ou « tête », mann « homme »), soit du bas-allemand hōd-man qui a la même signification.
- Gustave Aucouturier (spécialiste de l'Europe de l'Est)[2] : « Hetman provient de l'allemand Hauptmann. Emprunté par les Polonais pour désigner le chef de leur armée puis encore réapproprié par les cosaques pour désigner leur chef. À ne pas confondre avec le mot ataman qui désigne un autre chef d'unité cosaque et qui lui serait d'origine turque. »
- La définition du dictionnaire universel d'histoire et de géographie de Bouillet[3] est citée ci-dessous :

« Hetman ou Attamann, nom que porte le chef des cosaques. Cette dignité fut créée en 1576 par Étienne Báthory, roi de Pologne, en faveur de Bogdan Rozynski. Les insignes étaient un drapeau, une queue de cheval, un bâton de commandement et un miroir. Les hetmans étaient toujours choisis parmi les chefs les plus distingués des cosaques ; cependant l'empereur Nicolas conféra cette dignité à l'héritier de la couronne, le grand-duc Alexandre (auj. empereur). Dans l'ancien royaume de Pologne il y avait deux grands hetmans : le grand hetman de la couronne et le grand hetman de Lituanie. Ces grands dignitaires parvinrent à une très-haute autorité : par la constitution de 1768 ils prirent place parmi les ministres d'État, et l'un d'eux devait toujours avoir le portefeuille de la guerre. »